# Concepción (Esmeraldas)
Concepción ist eine Ortschaft und eine Parroquia rural („ländliches Kirchspiel“) im Kanton San Lorenzo der ecuadorianischen Provinz Esmeraldas. Die Parroquia besitzt eine Fläche von 196,88 km². Beim Zensus im Jahr 2010 betrug die Einwohnerzahl 2354. Etwa 70 Prozent der Bevölkerung bezeichnen sich als Afroecuadorianer oder als Schwarze (negros), 17 Prozent als Mestizen.

## Lage
Die Parroquia Concepción liegt im Küstentiefland im Nordwesten von Ecuador. Der Río Santiago fließt entlang der westlichen Verwaltungsgrenze anfangs nach Norden, später nach Westen. Die Fernstraße E15 (Esmeraldas–San Lorenzo) durchquert den Norden der Parroquia. Der Hauptort Concepción befindet sich am rechten Flussufer des Río Santiago oberhalb der Einmündung des Río Bogota von rechts. Concepción befindet sich 27,5 km südlich vom Kantonshauptort San Lorenzo.
Die Parroquia Concepción grenzt im Norden an die Parroquia Tambillo, im Osten an die Parroquias San Lorenzo, Carondelet, San Javier de Cachaví, Urbina und 5 de Junio, im äußersten Süden an die Parroquia Luis Vargas Torres (Kanton Eloy Alfaro) sowie im Westen an die Parroquias Selva Alegre, Timbiré, Maldonado und Borbón (alle vier im Kanton Eloy Alfaro).

## Orte und Siedlungen
In der Parroquia gibt es neben dem Hauptort Concepción folgende Comunidades: Playa de Tigre, Zapote, Guayabal, Porvenir, Las Peñas, Negrital, Rocafuerte, La Y de Varón, Quinto Piso, Yalare und 19 de Marzo.

## Geschichte
Die Parroquia Concepción wurde am 25. Juli 1845 gegründet.